# Пјана (Рим)
Пјана је насеље у Италији у округу Рим, региону Лацио.
Према процени из 2011. у насељу је живело 52 становника. Насеље се налази на надморској висини од 401 м.